# Kanton Bar-le-Duc-Sud
Bar-le-Duc-Sud is een kanton van het Franse departement Meuse. Het kanton maakt deel uit van het arrondissement Bar-le-Duc. Op 22 maart 2015 werd het kanton opgeheven en Bar-le-Duc werd herverdeeld over twee nieuwe kantons: Bar-le-Duc-1 en -2. De gemeente Robert-Espagne werd overgeheveld naar het kanton Revigny-sur-Ornain, Combles-en-Barrois, Savonnières-devant-Bar en Trémont-sur-Saulx werden ingedeeld bij het kanton Bar-le-Duc-1.

## Gemeenten
Het kanton Bar-le-Duc-Sud omvatte de volgende gemeenten:
- Bar-le-Duc (deels, hoofdplaats)
- Combles-en-Barrois
- Robert-Espagne
- Savonnières-devant-Bar
- Trémont-sur-Saulx